# أندري ريجيكوف
أندري ريجيكوف (بالروسية: Андрей Викторович Рыжиков)‏ هو لاعب كرة قدم روسي في مركز حراسة المرمى، ولد في 10 مارس 1988 في شيبكينو في روسيا. لعب مع توربيدو موسكو وروتور فولغوغراد وموردوفيا سارانسك ونادي ساتورن رامنسكوي.

## وصلات خارجية
- أندري ريجيكوف على موقع قاعدة بيانات كرة القدم.إي يو (الإنجليزية)
- أندري ريجيكوف على موقع Soccerway.com (الإنجليزية)